# Pelzmärtel

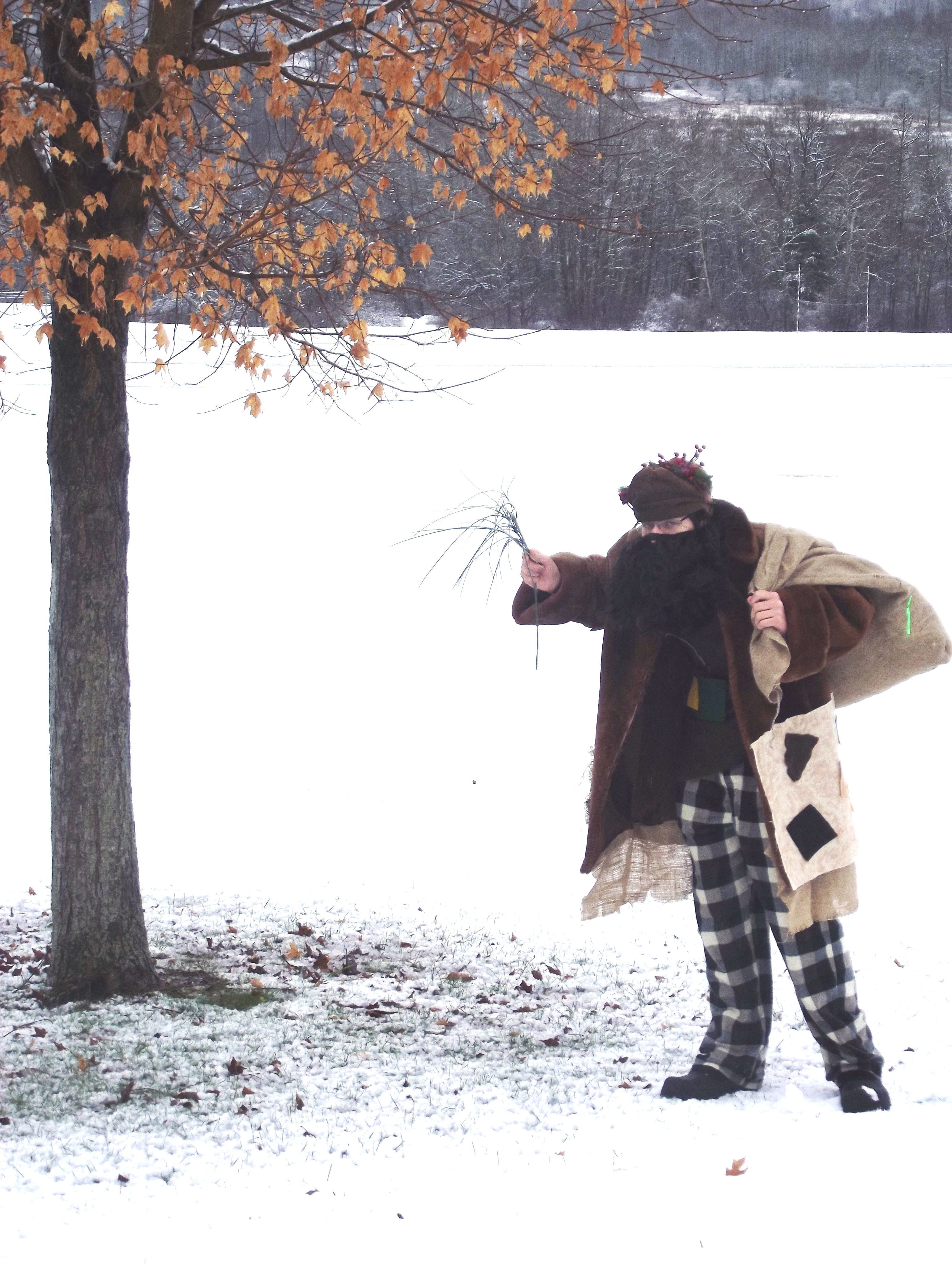
Ein als moderner Belsnickel gekleideter Mann in seiner Reisekleidung ist auf dem Weg, Kinder in den Schulen in Norwich, New York, zu erschrecken. Dezember 2012.

Der Pelzmärtel (auch Pelzemärtel, Pelzermärtel, Pelzamärdl, Bulzermärtl oder Pelzmartin) ist ein in Teilen Frankens (Süddeutschland) verbreiteter Name für den vorweihnachtlichen Gabenbringer. Regional tritt er auch als Pelznickel auf. In der Bezeichnung fließen das Brauchtum zum Tag des St. Nikolaus („Nickel“) und des St. Martin („Märtel“) zusammen. In seinem Sack hat der Gabenbringer am Martinstag, dem 11. November, oder am Nikolaustag, dem 6. Dezember, für die braven Kinder Nüsse und Obst dabei, für die ungezogenen Kinder eine Rute.

## Wortursprung
Pelzmärtel leitet sich von Pelz (vom westmitteldeutschen „pelzen“, was so viel wie „prügeln“ bedeutet) und der fränkischen Verkleinerungsform für Martin, „Märtel“ bzw. „Martel“; „Nickel“ ist entsprechend die Verkleinerungsform für Nikolaus. Umgangssprachlich wird er auch Bulzermärtel oder Belzermärtl genannt.
Der Nürnberger Dialekt kennt für Pelzmärtel die Aussprachen „Belzermärdl“ und „Bulzer“ oder auch „Bulzamärdl“.

## Ähnliche Bräuche
In Schwaben tritt der Belzmärte als böser Begleiter des Nikolaus bzw. als Begleiter des Christkinds auf. So zieht in Bad Herrenalb im Schwarzwald die Figur am Heiligen Abend von Haus zu Haus, um mit Glockengeläut die bösen Geister zu vertreiben, am Nachmittag des Heiligen Abends erscheint der Pelzmärtel mit dem Christkind beim jährlichen „Weihnachtsspielen“ des örtlichen Musikvereins auf dem Marktplatz. Er trägt dabei ein Kostüm, das aus 150 m Kordel aus Roggenstroh zusammengenäht wird.
In Österreich findet sich der Krampus als „strafender“ (mit Rute ausgestatteter) Begleiter des Nikolaus, in Norddeutschland und in Teilen Südwestdeutschlands begleitet den Nikolaus der Knecht Ruprecht.
Im Westmitteldeutschen (Pfalz) sind analog zum Pelznickel die Ausdrücke Belzenickel bzw. Belznickel gebräuchlich. Wohl durch pfälzische Auswanderer wurde die Tradition des Belsnickels nach Pennsylvania gebracht. Diese Tradition war bis vor einiger Zeit noch in einigen Orten lebendig, wobei jedoch eine Unterscheidung zwischen dem Belsnickel (oder auch Belznickle) in ländlichen Gegenden und dem in städtischer Umgebung gemacht werden muss. Der pfälzisch-pennsylvanische Belznickel gilt als Urvater des amerikanischen Weihnachtsmanns.
In den brasilianischen Städten des Vale do Contestado und Vale do Itajaí wie Guabiruba, im Staat Santa Catarina, ist er unter dem Namen Pelznickel bekannt. Auch hier hielt der Brauch durch deutsche Immigranten Einzug. Der Pelznickel erscheint an zwei Tagen im Jahr, an Nikolaus und an Heiligabend. Den Rest des Jahres lebe er im Wald. Darum wird er dort auch als Papai Noel do Mato, „Weihnachtsmann des Walds“, bezeichnet. Seine Aufgabe ist es, sowohl dem Nikolaus als auch dem Weihnachtsmann zu helfen und ungezogene Kinder zu bestrafen. Außerdem ist es Brauch, dass die Kinder ihm Nuckel und Nuckelflaschen schenken.